# Крунасти лемур
Крунасти лемур (лат. Eulemur coronatus) је врста полумајмуна из породице лемура (Lemuridae).

## Распрострањење
Ареал врсте је ограничен на једну државу – Мадагаскар.

## Станиште
Станиште крунастог лемура су шуме од нивоа мора до 1.250 метара.

## Угроженост
Ова врста се сматра рањивом у погледу угрожености врсте од изумирања.